# Onthophagus ngottoensis
Onthophagus ngottoensis é uma espécie de inseto do género Onthophagus, família Scarabaeidae, ordem Coleoptera.

## História
Foi descrita cientificamente por Moretto & Nicolas em 2002.